# Полсон, Джон
Эта статья — об австралийском актёре. Об американском миллиардере см. ст. Полсон, Джон (миллиардер).
Джон По́лсон (англ. John Polson; род. 6 сентября 1965 в Сиднее) — австралийский актёр кино и телевидения, кинорежиссёр и кинопродюсер, основатель Tropfest — крупнейшего в мире фестиваля короткометражных фильмов.

## Биография
Джон Полсон родился 6 сентября 1965 года в Сиднее (Австралия) в семье музыкантов: его отец, Рон Полсон, — джаз-певец, мать, Мэри Франсис, — пианистка. Учился в старшей школе Северного Сиднея, затем в Вальдорфской школе. В 1985 году впервые появился на телеэкранах, в следующем году — на широком экране, с 1995 года также известен как режиссёр и продюсер. В 1993 году основал кинофестиваль Tropfest. 24 сентября 2004 года Полсон женился, его жену зовут Аманда Хардинг.

## Избранные награды и номинации
- 1990 — «Лучший актёр второго плана» (англ. Australian Film Institute) за роль в фильме «Кровавая клятва» — номинация.
- 1994 — «Лучший актёр второго плана» (Australian Film Institute) за роль в фильме «Чего мы стоим в жизни» — номинация.
- 1995 — «Серебряная табличка» в номинации «Лучший короткометражный фильм» на Международном кинофестивале в Чикаго за фильм «Что происходит, Фрэнк?» — победа.
- 1995 — «Лучший актёр второго плана» (Кинокритики Австралии) за роль в фильме «Чего мы стоим в жизни» — победа.
- 1997 — Награда Байрона Кеннеди[англ.] (Australian Film Institute) — победа.
- 1998 — «Лучший актёр второго плана» (Australian Film Institute) за роль в фильме «Парни»[англ.] — победа.
- 1999 — Награда Grand Golden Rail на Каннском кинофестивале за фильм «Закат в Сиаме[англ.]» — победа.
- 1999 — «Лучший актёр второго плана» (Кинокритики Австралии) за роль в фильме «Парни» — номинация.
- 1999 — Награда «Лучшее из Пучхона» на Международном фестивале фантастических фильмов в Пучхоне[англ.] за фильм «Закат в Сиаме» — победа.
- 2000 — «Лучший фильм» на кинофестивале Fantasporto за фильм «Закат в Сиаме» — победа.

## Избранная фильмография
| Актёр - 1986 — Только ради любви / For Love Alone — Лео - 1987 — Вьетнам / Vietnam — Серж (в 10 эпизодах) - 1987 — Опасная игра / Dangerous Game — Тони - 1990 — Кровавая клятва / Blood Oath — рядовой Джимми Фентон - 1990, 1991 — Летающие доктора / The Flying Doctors — Барри Макинтайр / Майкл Джордан (в 2 эпизодах) - 1991, 1995 — Джи Пи / G.P. — Ник / Брендан (в 2 эпизодах) - 1992 — Посольство / Embassy — Винс Купер (в 13 эпизодах) - 1993 — Сельская практика / A Country Practice — Робби Эгнью (в 4 эпизодах) - 1994 — Чего мы стоим в жизни / The Sum Of Us — Грег - 1994 — Сирены / Sirens — Том - 1994 — Глубинка / Heartland — Патрик - 1996 — Зомбоящик / Idiot Box — Джона - 1998 — Парни / The Boys — Гленн Спрэг - 2000 — Миссия невыполнима 2 / Mission: Impossible II — Билли Бэйрд - 2020 — Город тайн / The Dry — Скотт Уитлам Озвучивание видеоигр - 2003 — Mission: Impossible – Operation Surma — Билли Бэйрд - 2011 — CR Mission: Impossible — Билли Бэйрд | Режиссёр - 1999 — Закат в Сиаме / Siam Sunset - 2002 — Фанатка / Swimfan - 2005 — Игра в прятки / Hide and Seek - 2006—2009 — Без следа / Without a Trace (7 эпизодов) - 2009 — Нежность / Tenderness - 2009 — Грань / Fringe (1 эпизод) - 2009 — Хорошая жена / The Good Wife (1 эпизод) - 2009—2011 — Менталист / The Mentalist (5 эпизодов) - 2010 — Вспомни, что будет / FlashForward (4 эпизода) - 2010 — Счастливый город / Happy Town (1 эпизод) - 2010 — Необыкновенная семейка / No Ordinary Family (1 эпизод) - 2011 — Обмани меня / Lie to Me (1 эпизод) - 2011 — Следствие по телу / Body of Proof (1 эпизод) - 2011—2013 — Голубая кровь / Blue Bloods (6 эпизодов) - 2013 — наст. время — Элементарно / Elementary (19 эпизодов) - 2015 — Зоо-апокалипсис / Zoo (1 эпизод) Продюсер - 2007 — Сентябрь / September - 2007—2008 — Без следа / Without a Trace (18 эпизодов) - 2011 — Медведь / Bear - 2013—2017 — Элементарно / Elementary (91 эпизод) |